# Euphonia musica
Euphonia musica е вид птица от семейство Чинкови (Fringillidae).

## Разпространение
Видът е разпространен в Ангуила, Антигуа и Барбуда, Барбадос, Гренада, Гваделупа, Доминика, Доминиканската република, Колумбия, Мартиника, Монсерат, Перу, Пуерто Рико, Сейнт Китс и Невис, Сейнт Лусия, Сейнт Винсент и Гренадини, Уругвай и Хаити.